# Rinspeed eXasis
La eXasis est un concept car produit par le constructeur automobile suisse Rinspeed en 2007.
Conçue afin de célébrer les 30 ans de la marque, la Rinspeed eXasis a comme particularité d'avoir une carrosserie entièrement fabriquée en polycarbonate transparent.

## Historique
Développée conjointement avec le fabricant de matière plastique Bayer MaterialScience, filiale du groupe allemand Bayer, la Rinspeed eXasis fut présentée pour la première fois lors du Salon international de l'automobile de Genève en 2007.
Dotée d'un châssis en aluminium, elle dispose également d'une carrosserie entièrement fabriquée en Makrolon, un polycarbonate transparent développé par Bayer MaterialScience.